# Embreea rodigasiana
Embreea rodigasiana là một loài thực vật có hoa trong họ Lan. Loài này được (Claes ex Cogn.) Dodson mô tả khoa học đầu tiên năm 1980.

## Hình ảnh

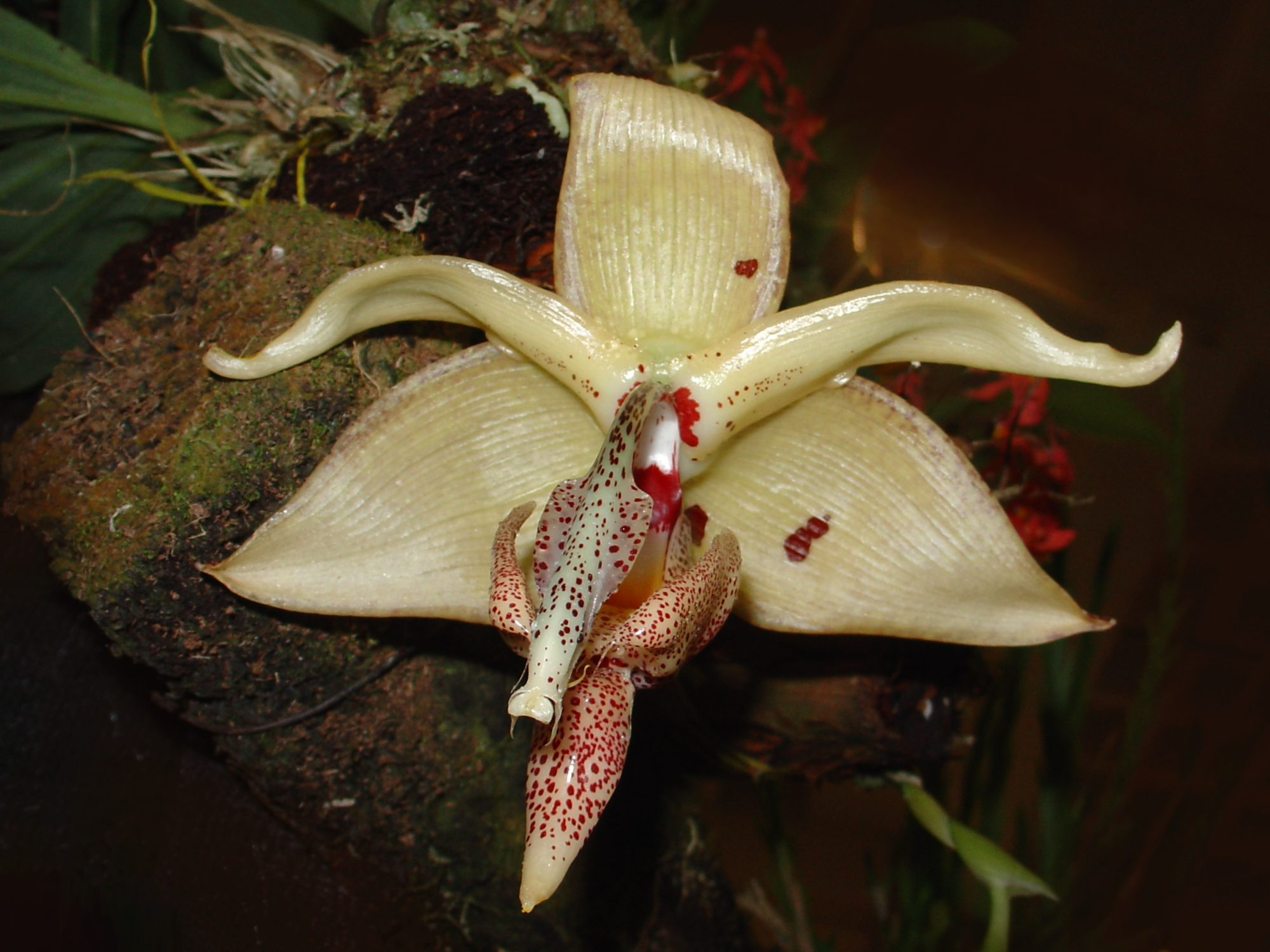